# Encephalartos altensteinii
Encephalartos altensteinii Lehm. è  una cicade della famiglia delle Zamiaceae, nativa delle Province del Capo, in Sudafrica.

## Descrizione

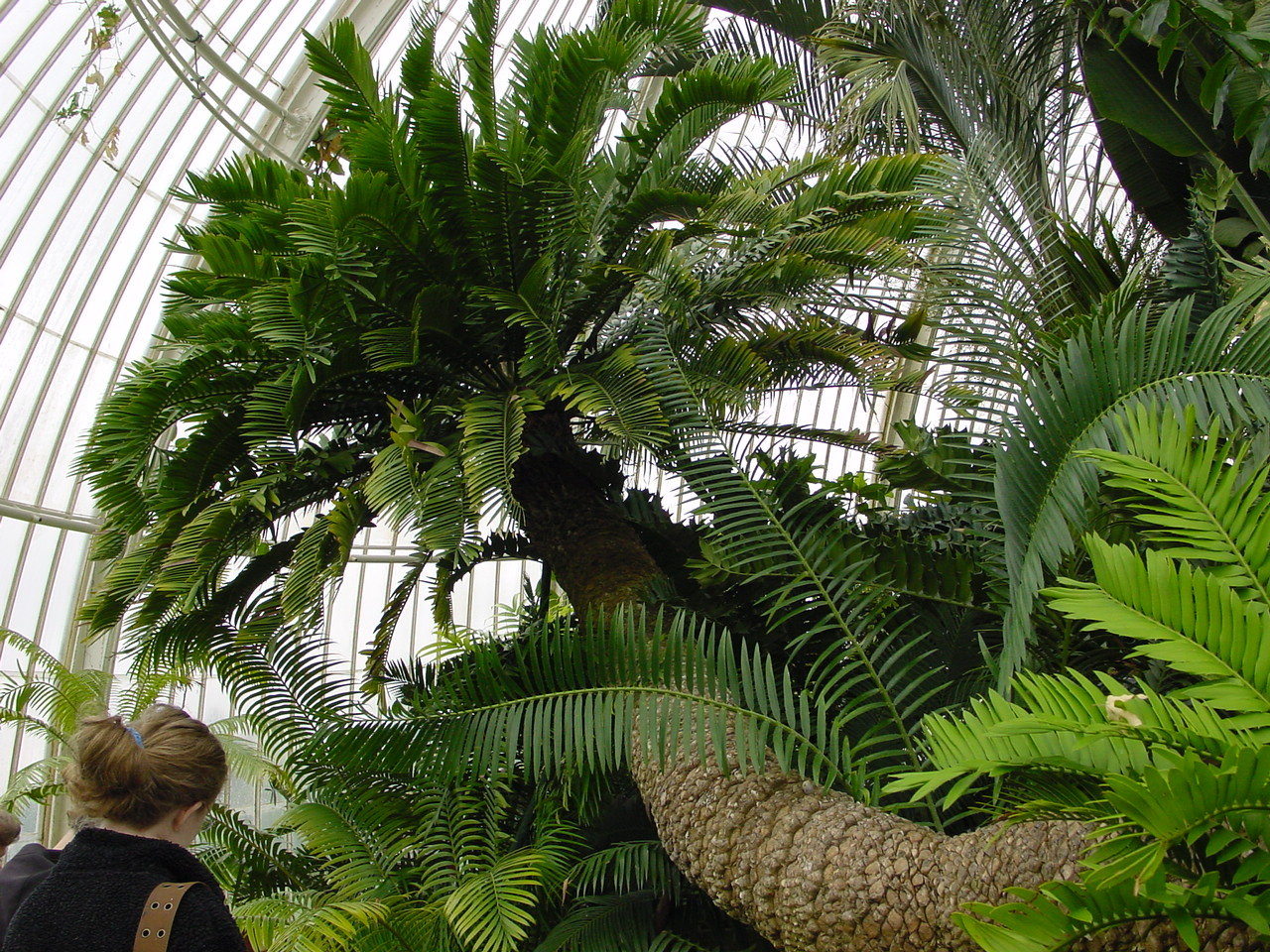
Esemplare a portamento reclinante, Kew Gardens

Il tronco può raggiungere i 5 m di altezza e i 35 cm di diametro.  Può avere portamento eretto o reclinante e cresce sia in gruppi che come pianta a singolo fusto. Dalla base del tronco si sviluppano spesso polloni basali.
Le foglie, pennate, possono essere lunghe da 1 a 3 m e sono di colore verde-giallastro. Hanno un picciolo privo di spine,  lungo 10–30 cm. 
Le foglioline sono lanceolate, lunghe 10–15 cm, e si inseriscono sul rachide con un angolo di 45-80°; il margine è dentato e l'apice appuntito e pungente.
I coni maschili, peduncolati, in numero da 2 a 5, cilindrici, sono lunghi 40–50 cm e di diametro 12–15 cm;  hanno un colore dal giallo al verde. I coni femminili sono sessili, ovoidali, 40–55 cm x 25–30 cm, ricoperti da lanugine e di colore dal giallo al marrone.
I semi sono lunghi 3.5–4 cm e sono di colore rosso brillante.

## Distribuzione e habitat
La specie è endemica del Sudafrica ove è distribuita prevalentemente nelle regioni costiere della provincia del Capo Orientale sino al confine con il KwaZulu-Natal.
Gli habitat vanno dai pendii rocciosi e soleggiati alle zone di foresta ombreggiata, con climi caldi in estate ed inverni freddi.

## Conservazione
La IUCN Red List classifica E. altensteinii come specie vulnerabile.

La specie è inserita nella Appendice I della CITES.